# Peramuroides
Peramuroides — рід вимерлих ссавців ранньої крейди південної Англії. Типовим і єдиним видом є Peramuroides tenuiscus, описаний у 2012 році Браяном Девісом за фрагментами зубів і зубами з берріаської формації Лулворт. Назва роду походить від близькоспорідненого Peramus, тоді як назва виду заснована на латинському слові, що означає «тонкий». Peramuroides тісно пов’язаний зі співіснуючими родами Peramus і Kouriogenys, і разом з іншими родами вони складають родину Peramuridae, групу вимерлих затеріїв.